# ジェイムズ・ポール・クラーク
ジェイムズ・ポール・クラーク（英:James Paul Clarke、1854年8月18日-1916年10月1日）は、アメリカ合衆国の政治家であり、民主党員としてアーカンソー州選出のアメリカ合衆国上院議員と同州知事を務めた。

## 伝記
ミシシッピ州ヤズーシティで生まれた。公立学校で学んだ後にアラバマ州グリーンブライアにあるタットワイルダーのアカデミーに進んだ。1878年にバージニア大学で法学の学位を取得して卒業した。1879年には法廷弁護士として認められ、アーカンソー州ヘレナで法律実務を開始した。
1886年から1888年にはアーカンソー州議会下院議員を務め、1888年から1892年には同上院議員となり、1891年には上院議長となった。
アーカンソー州の検事総長に選ばれ1892年から1894年まで務めた。アーカンソー州知事は1895年から1896年まで務めた。その任期は概して成功ではなく、プロボクシングを止めさせることおよび州役人の任期を4年間にすることの法案はどちらも成立させられなかった。1897年に知事を辞めた後、リトルロックの住居に移って終の棲家とし、法律実務を行った。
1903年にアーカンソー州からアメリカ合衆国上院議員に選ばれ、在職中の1916年に没した。その間第63期と第64期は上院仮議長を務めた。墓所はオークランド墓地。1921年、アーカンソー州はアメリカ合衆国議会議事堂の国立彫像ホール・コレクションにクラークの大理石像を州の2つの彫像の1つとして寄贈した。

## 語録
| 「 | 政治屋(politician)は次の選挙のことを考える。政治家(statesman)は次の世代のことを考える。 | 」 |